# Ricardo Abel Barbosa Ferreira
Ricardo Abel Barbosa Ferreira (Braga, 3 de Dezembro de 1989) é um futebolista português, que pertence ao Portimonense Sporting Clube

## Títulos
- Liga de Honra: 2008-09